# Tiberiu Popoviciu
Tiberiu Popoviciu   (Arad, 16 de febrer de 1906 - Bucarest, 29 de desembre de 1975) va ser un matemàtic romanès.
Popoviciu va néixer a la ciutat d'Arad, a Transsilvània, quan aquesta regió era de sobirania austro-hongaresa. Va ser escolaritzat a la seva vila natal i el 1924 va ingressar a la universitat de Bucarest en la qual es va graduar el 1927. Els anys següents va estudiar a París, a l'École Normale Supérieure i a la facultat de ciències, fins al 1933 quan va obtenir el doctorat amb una tesi dirigida per Paul Montel. En retornar va ser professor ajudant a la universitat de Cluj-Napoca i, a partir de 1936, a la de Cernăuți. La Segona Guerra Mundial la va passar a la universitat de Iași (1942-1946), però en acabar la guerra ja no va poder retornar, perquè Cernăuți havia esdevingut Txernivtsí i estava a Ucraïna. El 1946 va ser nomenat professor de la universitat de Cluj-Napoca, on va romandre fins a la seva mort el 1975.
Els seus treballs van ser en el camp de l'anàlisi matemàtica on va obtenir resultats importants en l'estudi de les funcions convexes i en el de les inequacions. També va treballa en la teoria de l'aproximació, camp en el qual li atribueixen idees seminals en el desenvolupament dels splines.